# Wonder Wheel
La Wonder Wheel est une grande roue métallique de 46 mètres de haut située au Deno's Wonder Wheel Amusement Park (en) à Coney Island dans l'arrondissement de Brooklyn à New York. 
La roue est située sur un terrain délimité par West 12th Street à l'Ouest, Bowery Street au Nord, Luna Park à l'Est et la promenade Riegelmann (en) au Sud. Comme pour d'autres grandes roues, certaines des cabines de passagers de la Wonder Wheel ne sont pas fixées directement sur la jante de la roue, mais glissent plutôt le long de jeux de rails enroulés entre le moyeu et la jante. 

## Histoire et description

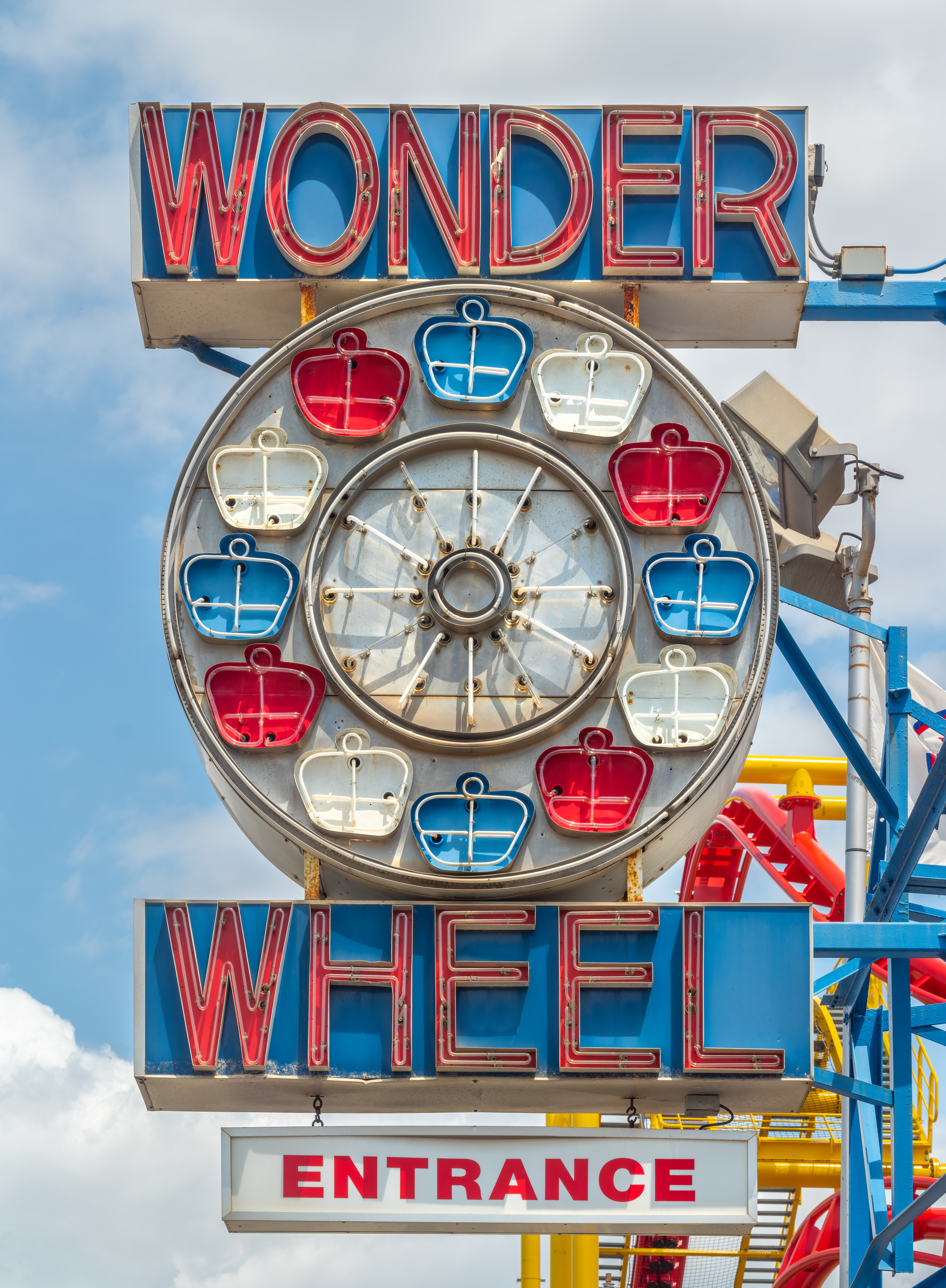
Enseigne lumineuse de la Wonder Wheel.

Construite en 1920 comme l'une des nombreuses grandes roues de Coney Island, la Wonder Wheel était à l'origine exploitée par Herman J.Garms. Malgré le déclin économique de Coney Island, la Wonder Wheel a fonctionné chaque été depuis son ouverture. En 1983, le fils de Herman Garms, Fred, l'a vendue à la famille Vourderis, qui continue de l'exploiter en 2020. La Commission de conservation des monuments de la ville de New York a désigné la Wonder Wheel comme point de repère officiel de la ville de New York en 1989. 

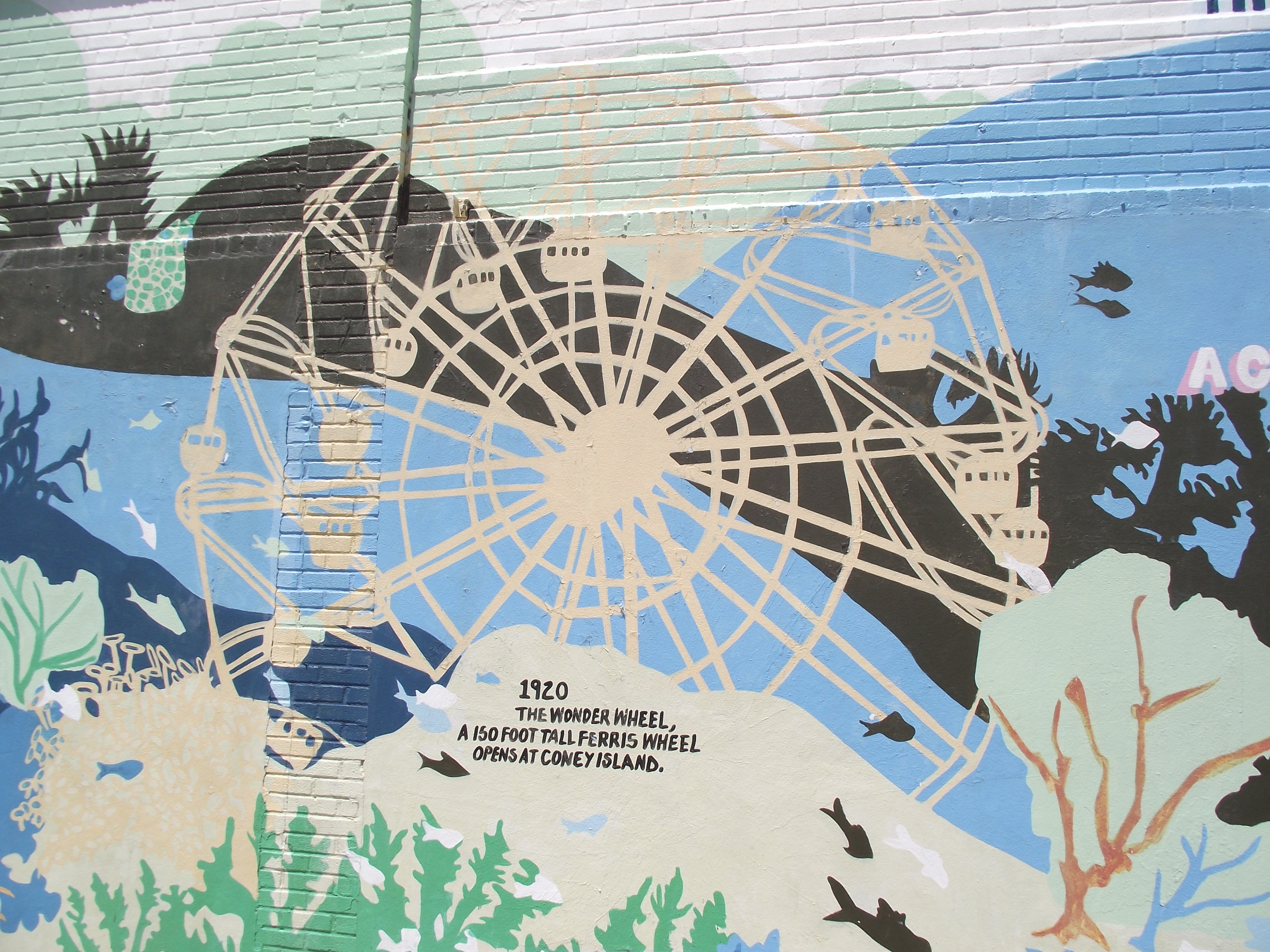
Représentation de la Wonder Wheel sur le mur Sud de l'aquarium de New York.

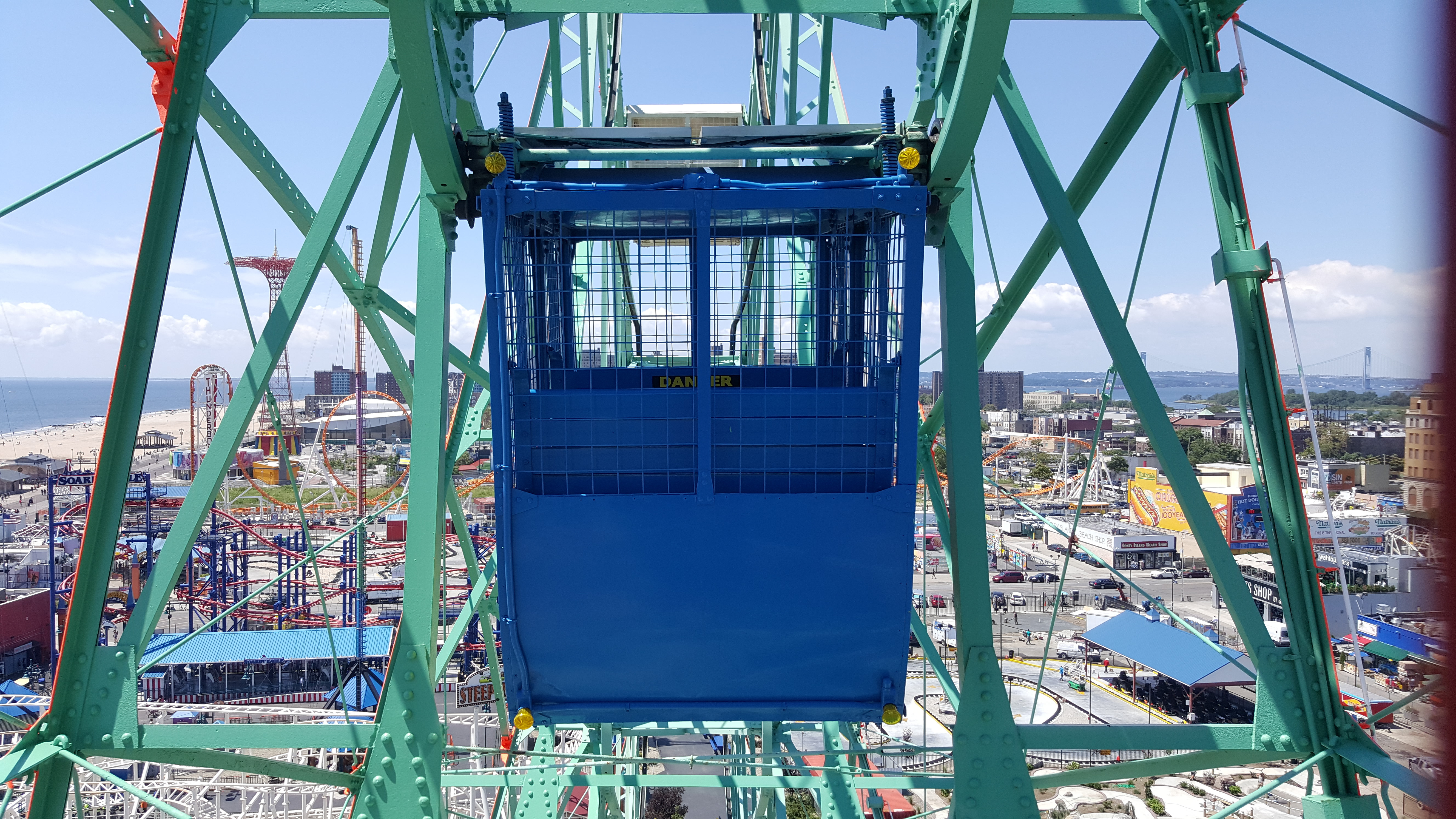
Vue montrant l'une des cabines sur l'une des pistes de la Wonder Wheel.

La roue elle-même mesure 46 mètres de hauteur et est alimentée par un moteur de 400 chevaux : elle dispose de 24 voitures particulières entièrement fermées, chacune pouvant transporter six personnes, pour une capacité totale de 144 passagers. Seize des voitures glissent vers l'intérieur sur des pistes sinueuses, tombant vers l'extérieur lorsque la roue tourne. Les huit voitures restantes sont fixées à la jante, offrant une expérience de grande roue traditionnelle aux passagers. À l'origine, la Wonder Wheel était située sur deux gros blocs de béton au-dessus d'un bassin aquatique. 
En 2015, un article de Newsday estimait que 200 000 personnes montaient sur la Wonder Wheel chaque année ; on estimait en 2018 que plus de 35 millions de trajets ont été effectués sur la roue depuis son ouverture. 

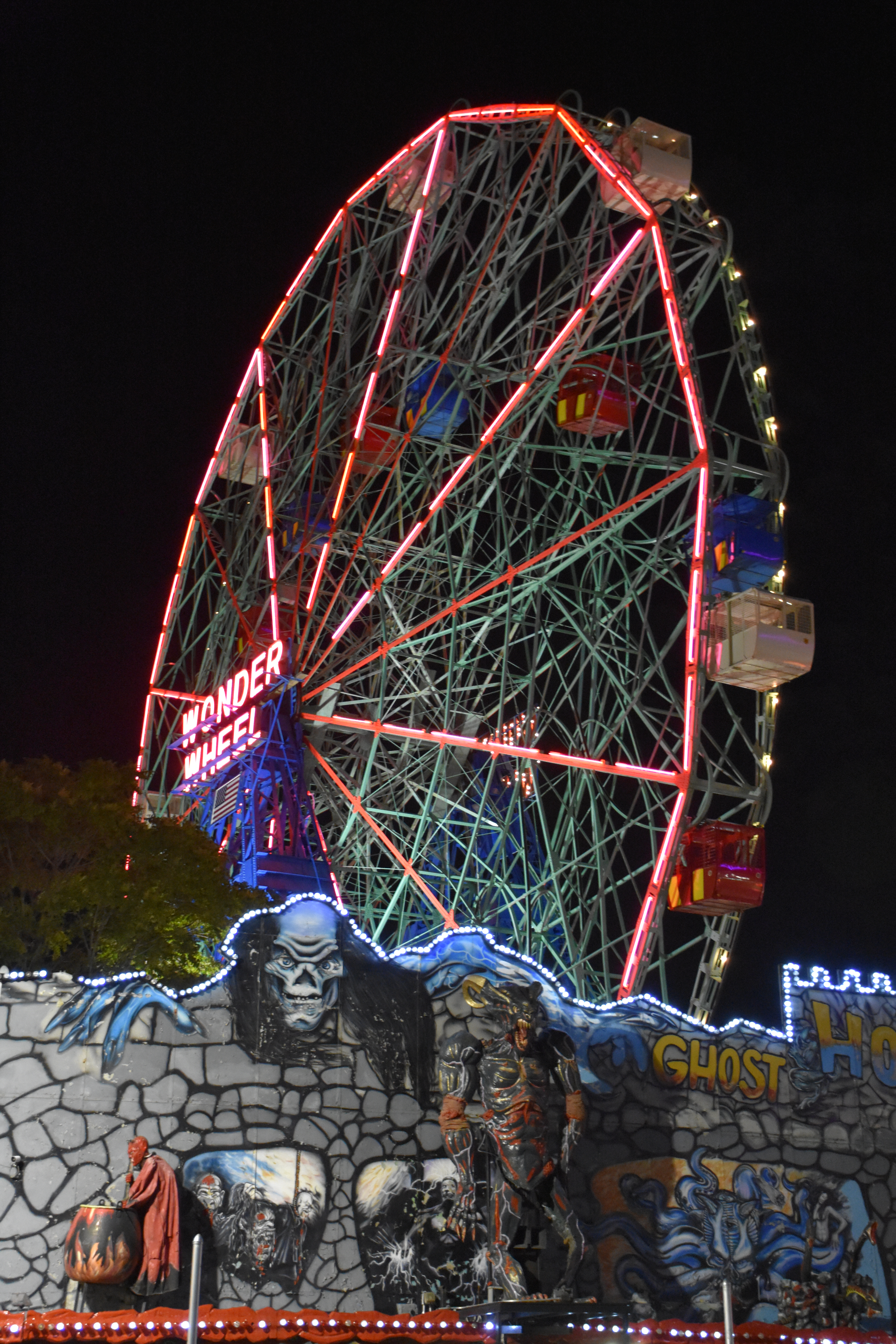
Vue de nuit.

## Influence culturelle
La Wonder Wheel a inspiré au moins deux répliques : Pixar Pal-A-Round, une grande roue de 46 mètres à Disney California Adventure, ouverte en 2001 et initialement connue sous les noms de Sun Wheel et Mickey's Fun Wheel . Il y avait aussi une réplique à Yokohama Dreamland, au Japon. 
En raison de son importance sur Coney Island, la Wonder Wheel a été représentée dans de nombreux films et émissions de télévision, tels que le film Les Guerriers de la nuit et la série télévisée Mr. Robot,. Au moins un film porte le nom de l'attraction: le film de Woody Allen Wonder Wheel de 2017, qui se déroule à Coney Island dans les années 1950. De plus, la Wonder Wheel a été le théâtre de nombreux mariages et fiançailles tout au long de son histoire,. 